# Zangakatun
Zangakatun (armeniska: Զանգակատուն) är en ort i Armenien.   Den ligger i provinsen Ararat, i den centrala delen av landet, 60 km sydost om huvudstaden Jerevan. Zangakatun ligger 1 787 meter över havet och antalet invånare är 1 130. Före 1948 gick orten under namnet Chanakhchi, vilket då ändrades till Sovetashen. Sitt nuvarande namn fick orten 1992.
Terrängen runt Zangakatun är bergig, och sluttar söderut. Trakten är glest befolkad. Närmaste större samhälle är Aghavnadzor, 16,4 km öster om Zangakatun. 

## Personer från Zangakatun
- Paruyr Sevak, poet och litteraturkritiker